# タマリン
タマリンは、哺乳綱霊長目オマキザル科（マーモセット科とする説もあり）に分類される広義のSaguinus属（タマリン属）、もしくは狭義のSaguinus属と別属とする説のあるLeontocebus属（セマダラタマリン属）などの総称。

## 生息域
タマリンは中央アメリカ南部から南アメリカ、コロンビア北西部、アマゾン盆地、ギアナ地方に分布している。

## 特徴
外見は種によって異なり、全身が黒い体毛で覆われている種から黒、茶、白などの模様を形成している種まで存在する。顔に顎髭様の体毛が生えるのが多くの種での特徴である。体長は13から30 cm (尾を入れると25 - 44 cm)、体重は220 - 900 g程度である。タマリンがマーモセットと異なるのは、下犬歯が明らかに切歯より長い点である。飼育下での寿命は18年程度である。

## 生態と繁殖
タマリンは昼行性で熱帯雨林の樹上にて生息する。樹上では、素早く行動することができる。40頭ほどの多家族からなる群を形成することもあるが、通常は、3−9頭ほどであることが多い。
雑食性であり、果物やそのほかの植物、クモ、昆虫、小型の脊椎動物、鳥の卵などを食べる。類人猿以外の霊長類としては、食料の分配行動が確認される種として知られる（更科功 『絶滅の人類史』 NHK出版 2018年 p.74）。
妊娠期間は140日程度であり、双子を産むことが多い。メスばかりではなく、成熟したオスや、未成熟な個体も養育に参加する。生後約1か月頃から固形物を食べ始め、完全に離乳するには2 - 3か月である。成熟には2年かかる。タマリンはほぼ例外なく、一雌多雄制をとる。

## 分類
タマリン属の属名Saguinusは、Tupi語のsagui, saguinに由来する。古くはライオンタマリン属LeontopithecusとともにLeontocebus属に分類されたこともある。
タマリン属は6つの種群（S. nigricollis group・S. mystax group・S. midas group・S. inustus group・S. bicolor group）に区別されていた。2016年に分子系統解析から11,000,000 - 8,000,000年前に分岐した系統で他のタマリン類とは遺伝的距離が大きいとして、本属のシノニムとされていたLeontocebus属を復活させてクロクビタマリンなどを分割する説が提唱された。一方で2018年にはタマリン属Saguinusを、Leontocebusも含めた3亜属（Leontocebus, Saguinus, Tamarinus。ただしダスキータマリンのみincertae sedis）とする説が提唱された。2022年にはワタボウシタマリンなど（S. oedipus group）をOedipomidas属に分割し、Saguinus亜属（S. bicolor group・S. midas group）とTamarinus亜属（S. mystax group・S. inustus group）もそれぞれ独立した属とする説が提唱されており、この説に従うと広義のタマリン属はLeontocebus、Saguinus、Tamarinus、Oedipomidasの4属に区別される。2022年や2023年に提唱された分類体系では、ダスキータマリンはTamarinus属に含まれている。
以下の広義のSaguinus属の分類は、付記のない限りGarbino & Martins-Junior (2018) に従う。和名・英名は分類に変更のない限り、日本モンキーセンター霊長類和名リスト (2024) に従う。
- Leontocebus亜属
  - Saguinus cruzlimai クルズリマセマダラタマリン Cruz Lima's saddle-back tamarin（旧セマダラタマリンの亜種とされていた）
  - Saguinus fuscicollis セマダラタマリン Saddleback tamarin
  - Saguinus fuscus レソンセマダラタマリン Lesson's saddle-back tamarin（旧セマダラタマリンの亜種とされていた）
  - Saguinus illigeri イリガーセマダラタマリン Illiger's saddle-back tamarin（旧セマダラタマリンの亜種とされていた）
  - Saguinus lagonotus アカセマダラタマリン Red-mantle saddle-back tamarin（旧セマダラタマリンの亜種アカマントセマダラタマリンとされていた>[7]）
  - Saguinus leucogenys アンデスセマダラタマリン Andean saddle-back tamarin（旧セマダラタマリンの亜種とされていた）
  - Saguinus nigricollis クロクビタマリン Black mantle tamarin（グラエルスタマリン（リオナポタマリン）S. graellsiを亜種として含む）
  - Saguinus nigrifrons ジェフロイセマダラタマリン Geoffroy's saddle-back tamarin（旧セマダラタマリンの亜種とされていた）
  - Saguinus tripartitus ゴールデンマントタマリン Golden-mantled tamarin（旧セマダラタマリンの亜種とされていた）
  - Saguinus weddelli ウェッデルタマリン Weddell's saddle-back tamarin（旧セマダラタマリンの亜種とされていた[2]。シロタマリンS. melanoleucusを亜種として含む）
- Saguinus亜属
  - Saguinus bicolor フタイロタマリン Pied tamarin
  - Saguinus geoffroyi ジェフロイタマリン Geoffroy's tamarin（Oedipomidas属とする説もあり[3][4]）
  - Saguinus leucopus シロテタマリン White-footed tamarin（Oedipomidas属とする説もあり[3][4]）
  - Saguinus martinsi マルティンタマリン Martin's bare-face tamarin
  - Saguinus midas アカテタマリン Red-handed tamarin
  - Saguinus niger ニシクロテタマリン Western black-handed tamarin（旧クロテタマリン）
  - Saguinus oedipus ワタボウシタマリン Cotton-top tamarin（Oedipomidas属とする説もあり[3][4]）
  - Saguinus ursula ヒガシクロテタマリン Eastern black-handed tamarin（旧クロテタマリンのトカンチンス川以東の個体群を分割）
- Tamarinus亜属
  - Saguinus imperator エンペラータマリン Emperor tamarin（亜種S. i. subgrisescensを独立種とする説もあり[4]）
  - Saguinus labiatus ムネアカタマリン Red-bellied tamarin（亜種S. l. thomasiを独立種とする説もあり[4]）
  - Saguinus mystax クチヒゲタマリン Moustached tamarin（アカボウシタマリンS. pileatusを亜種として含む。亜種シロシリクチヒゲタマリンS. pi. plutoを含むS. pileatus・S. kulinaを分割する説もあり[8]）
- incertae sedis
  - Saguinus inustus ダスキータマリン Mottled-face tamarin